# Kościół Jadwigi w Norrköping
Kościół Jadwigi w Norrköping (szw. Hedvigs kyrka lub (rzadziej) Tyska kyrkan – kościół niemiecki) – kościół parafialny szwedzkiego kościoła ewangelicko-luterańskiego w parafii Norrköpings S:t Olofs församling.
Jest położony przy Tyska torget w centrum Norrköping.
Kościół ma status zabytku sakralnego według rozdz. 4 Kulturminneslagen (pol. Prawo o pamiątkach kultury) ponieważ został wzniesiony do końca 1939 (3 §).

## Historia
15 listopada 1613 niemieccy mieszkańcy Norrköping uzyskali pozwolenie księcia Jana na budowę własnej świątyni. W 1663 otrzymali oni plac, gdzie przedtem w latach 1587–1604 stał zamek królewski – Norrköpingshus. 27 kwietnia 1670 rozpoczęto wznoszenie świątyni, która w 1673 była gotowa. Architekt-budowniczy nie jest znany, jakkolwiek dokumenty kościelne wskazują na udział Nicodemusa Tessina Starszego
W tym samym roku, 1 listopada, miała miejsce konsekracja świątyni. Otrzymała ona wezwanie królowej Jadwigi, która przyczyniła się do jej wzniesienia. W latach 1693–1695 do kościoła dobudowano wieżę.
W 1719 w czasie działań wojennych wojska rosyjskie spaliły Norrköping, w tym również i kościół Jadwigi.
Kościół odbudowano w 1723 ze datków. Osunięcia gruntu pod wieżą sprawiły, że zawaliła się ona wraz z częścią fasady. Ponieważ odbudowana wież była równie niestabilna, wyburzono jej dolną partię i wzniesiono drewnianą nadbudówkę. Całość była ukończona w 1758.
3 kwietnia 1800 Gustaw IV Adolf został koronowany w Norrköping w miejscowym kościele św. Olafa na króla Szwecji. Z tej okazji zostało zwołane w Norrköping posiedzenie szwedzkiego parlamentu a jako sali posiedzeń używano kościoła Jadwigi, który z tej okazji został odnowiony i przystosowany do nowej funkcji.
W latach 1860–1861 dokonano renowacji kościoła, dobudowano od strony północnej zakrystię, a w samym kościele wstawiono nowe ławki, wzniesiono nowy chór i zamontowano organy. Po 1890 Agi Lindegren pokrył sufit świątyni malowidłami. W chórze wstawiono okno.
W 1959 podczas renowacji przywrócono pierwotny, XVII-wieczny wygląd fasady kościoła.
W 1996 zdemontowano balustradę komunijną oraz podium wokół ołtarza aby ułatwić wiernym przystępowanie do komunii.

## Architektura
Kościół Jadwigi jest jednonawową, pięcioprzęsłową świątynią, wzniesioną na planie prostokąta i z trójbocznie zamkniętym prezbiterium od strony wschodniej. Od północy do prezbiterium przylega zakrystia. Od strony zachodniej kościół ma niewysoką wieżę, posadowioną na dużej kruchcie. Hełm wieży jest lekko pochylony w kierunku zachodnim co nadaje jej charakterystyczny wygląd.

## Wyposażenie wnętrza

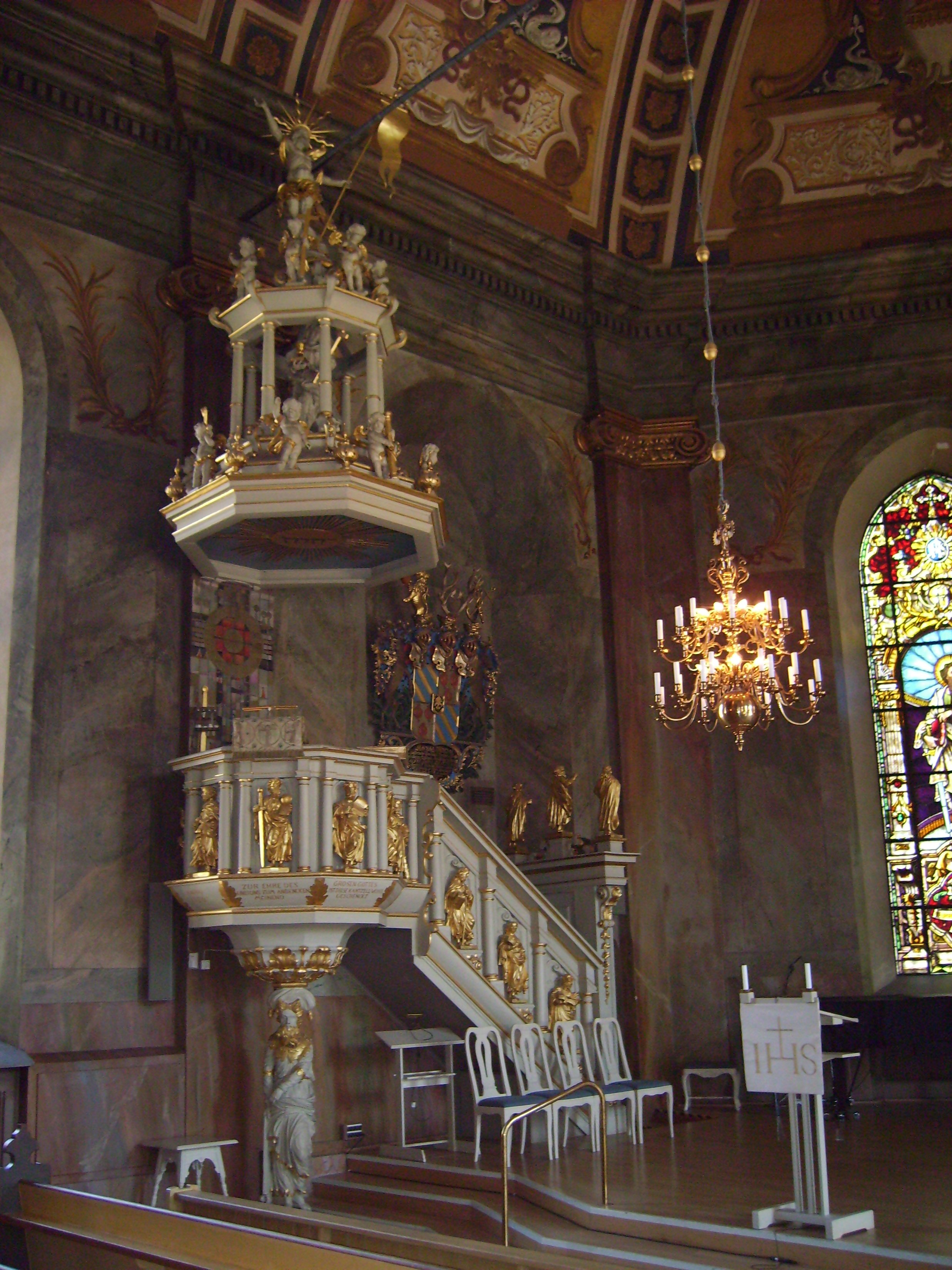
Ambona

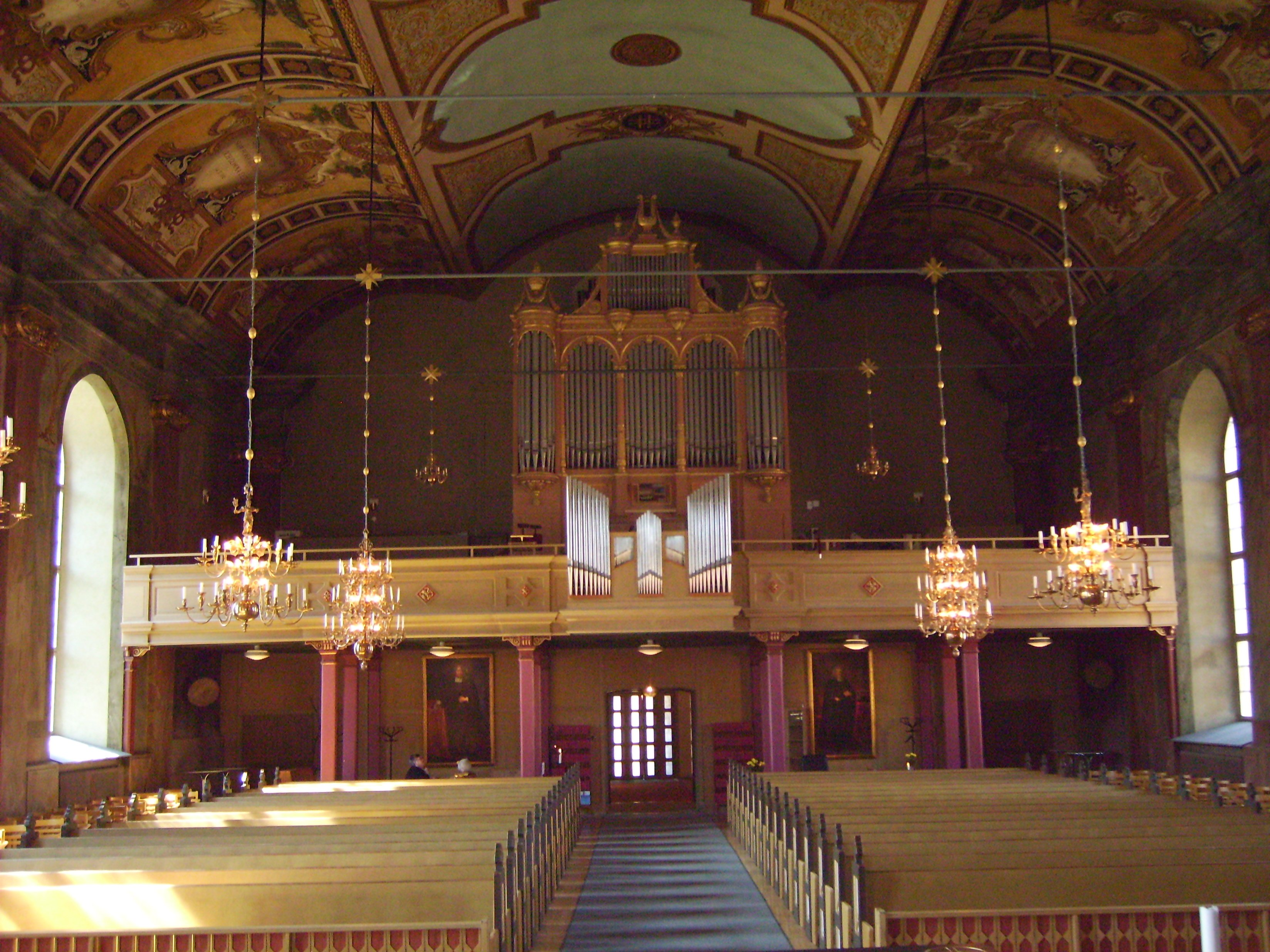
Organy

- Ołtarz z obrazem Zmartwychwstały Chrystus spotyka niewiernego Tomasza, namalowany przez Pehra Hörberga w 1791.
- Ambona z lat 20. XVIII w., pochodząca prawdopodobnie z Niemiec, podarowana w 1726 przez Andreasa Spaldinga & Annę Bandholt.
- Chrzcielnica z 1608, pierwotnie znajdująca się w kościele zamkowym Stegeborg, podarowana w 1733 przez wojewodę Erika Gammala Ehrenkronę.

### Organy
- 1680 – W kościele pojawiły się pierwsze organy, zakupione w Hamburgu.
- 1719 – Organy spłonęły wraz z całym kościołem w pożarze.
- 1792 – Budowniczy organów, Pehr Schiörlin z Linköpingu, zbudował organy według projektu Georga Josepha Voglera. Prospekt organowy jest dziełem Pehra Hörberga.
- 1861 – Per Larsson Åkerman ze Sztokholmu, zbudował nowe organy, mające 22 głosy podzielone na 2 manuały i pedał. Zbudowano też nowy prospekt.
- 1894 – Firma Åkerman & Lund Orgelbyggeri ze Sztokholmu zbudowała kolejne 30-głosowe organy podzielone na 3 manuały i pedał.
- 1952 – Firma Mårtenssons orgelfabrik z Lund dobudowała nowy zestaw piszczałek, wskutek czego liczba głosów wzrosła do 53.
- 1987 – Firma Kennet A James & son ltd, z Londynu zmieniła dyspozycję i trakturę organów oraz zamontowała nowa klawiaturę. Dodatkową klawiaturę wraz z pedałem radialnym i elektrycznym sterowaniem umieszczono na chórze. Liczba głosów nie uległa zmianie.
- 2003 – Johannes Künkel z Färjestaden po raz kolejny zmienił dyspozycję organów oraz zamontował trakturę elektryczną. Liczba głosów pozostała niezmieniona.

Organy mają następującą dyspozycję:
| Hauptwerk | Positiv I | Schwellwerk III | Pedalwerk |
| Principal 16' Principal 8' Rohrflöte 8' Spitzgamba 8' Oktave 4′ Spitzflöte 4' Flachflöte 4' Quinte 22/3′ Octave 2' Sesquialtera II Mixtur VI Trompete 8’ | Gedackt 8' Quintaton 8' Principal 4' Koppelflöte 4′ Gemshorn 2′ Larigot 11/3′ Sifflöte 1’ Scharff IV Krumhorn 8’ Tremulant | Gedacktpommer 16’ Principal 8′ Gedackt 8′ Salicional 8’ Violon 8’ (2003) Vox coelestis 8’ Octave 4’ Nachthorn 4’ Flûte Octaviante 4’ Italian principal 2’ Terz 13/5′ Mixtur IV Cimbel III Fagott 16’ Trompete 8’ (2003) Oboe 8’ (2003) Clarion 4' Tremulant Crescendoschweller | Principalbass 16´ Subbass 16´ Quinte 102/3′ Oktave 8’ Bourdon 8´ Koralbass 4’b Rohrflöte 4´ Nachthorn 2´ Hintersatz VI Posaune 16´ Fagott 16’ (2003) Trompete 8´ Trompete 4´ Singend kornett 2´ |

- Połączenia: Hauptwerk/Pedalwerk, Positiv/Pedalwerk, Schwellwerk/Pedalwerk, Positiv/Hauptwerk, Schwellwerk/Hauptwerk, Schwellwerk/Positiv
- Registerschweller
- 64 dowolne kombinacje na każdy werk
- 64 dowolne kombinacje na całe organy
- Tutti

## Miejsce pamięci Erika Pewe

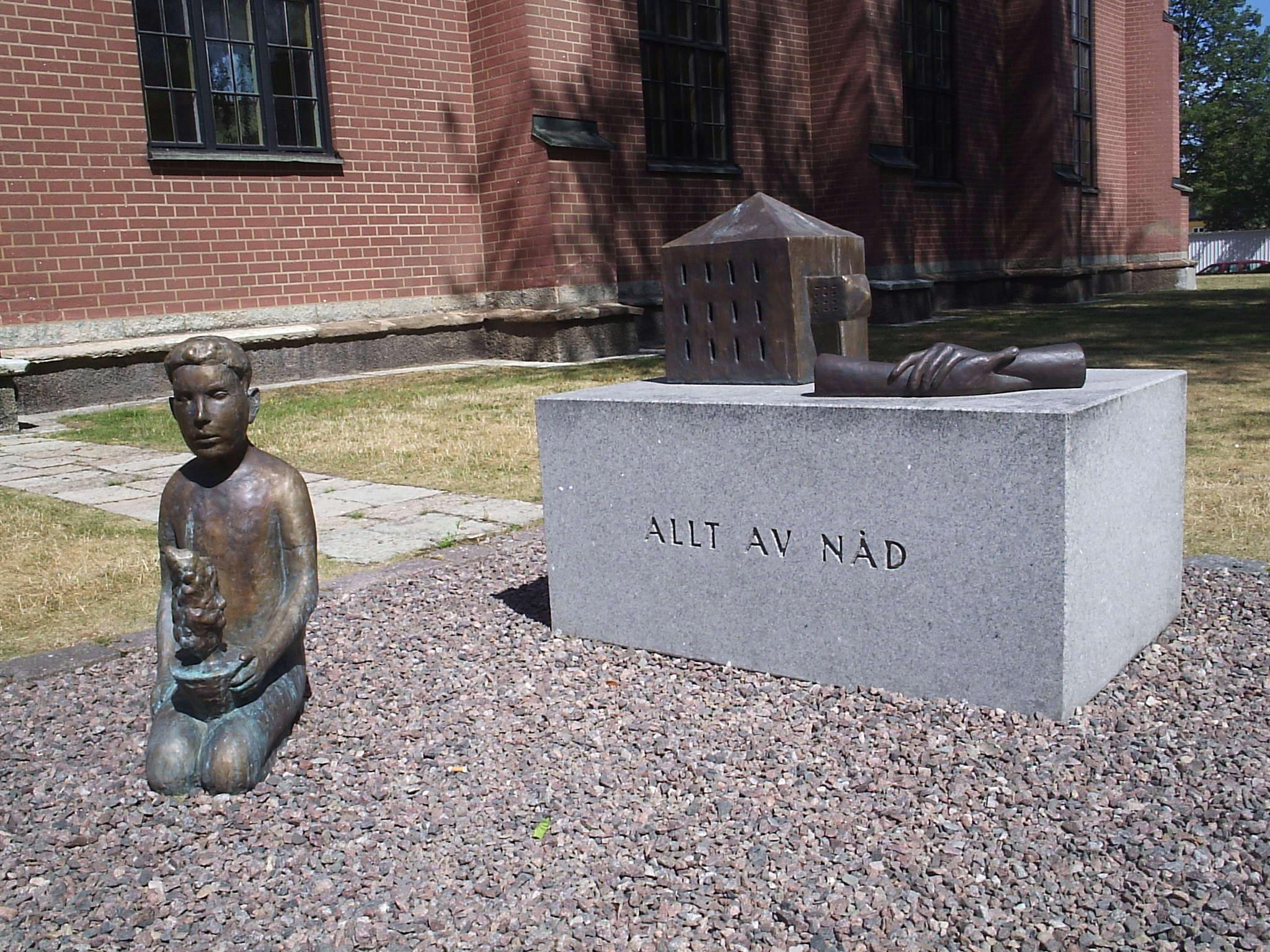
Miejsce pamięci Erika Perwe

30 maja 1999 na przykościelnym skwerze urządzono miejsce pamięci Erika Pewe (1905-1944), pastora miejscowej parafii, który będąc duszpasterzem szwedzkiej parafii Viktorii w Berlinie niósł w czasie II wojny światowej pomoc humanitarną potrzebującym, i prześladowanym, przede wszystkim Żydom, ratując ich przed niechybną zagładą.
Autorką rzeźby jest szwedzka artystka Bianca Maria Barmen (ur. 1960, Malmö). Rzeźba jest dwuczęściowa. Na kamiennym cokole leżą dwie splecione ręce, wykonane z brązu, symbolizujące pomoc. Obok nich stoi wykonany z granitu dom, symbolizujący schronienie. Przy cokole klęczy chłopiec, trzymający w rękach roślinę – symbol życia.
Na cokole pomnika widnieje życiowe motto Erika Perwe: Allt av nåd (Wszystko przez łaskę).